# جوائز لوريال-اليونسكو للمرأة في العلوم

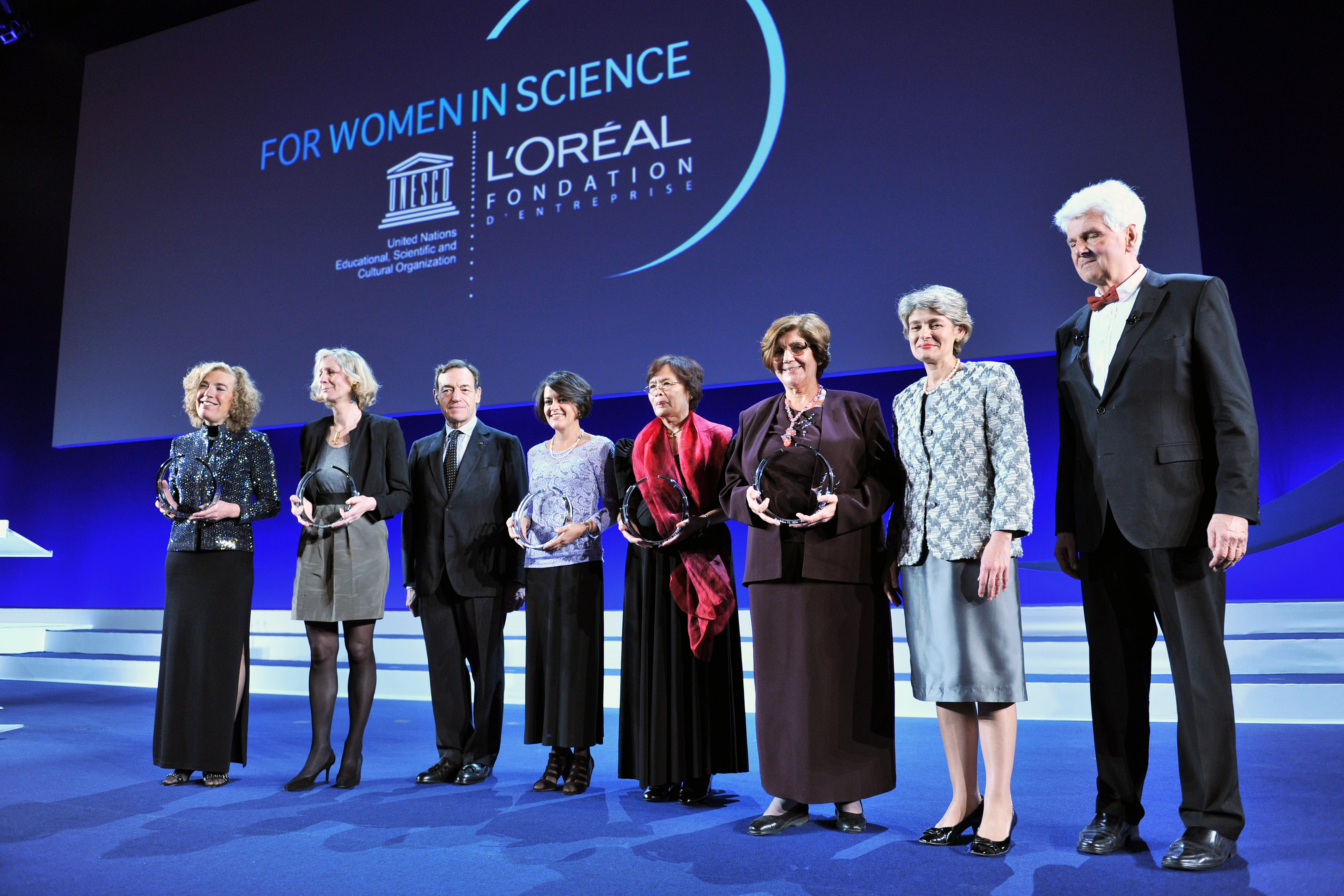
الفائزون في حفل توزيع جوائز لوريال-اليونسكو للمرأة في العلوم لعام 2010 في مقر اليونسكو بباريس - من اليسار إلى اليمين؛ إلين فوش (الولايات المتحدة الأمريكية)، آن ديجين-أسيمات (فرنسا)، ليندسي أوين جونز، رئيس لوريال، أليخاندرا برافو (المكسيك)، لورديس ج. كروز (الفلبين)، رشيقة الريدى (مصر)، إيرينا بوكوفا، وغونتر بلوبل

تُمنح جائزة لوريال-اليونسكو للمرأة في العلوم بهدف تحسين وضع المرأة في العلوم عن طريق التعريف بالباحثات النساء اللواتي ساهمنَ في مجال التقدم العلمي. الجوائز هي نتيجة للشراكة بين شركة مستحضرات التجميل الفرنسية لوريال ومنظمة الأمم المتحدة للتربية والتعليم والثقافة (اليونسكو)، وقيمتها 10.000 دولار لكل فائزة.
يتم اختيار الفائزين سنويا من المناطق التالية:
- أفريقيا والشرق الأوسط
- آسيا والمحيط الهادئ
- اوروپا
- أمريكا اللاتينية والكاريبي
- أمريكا الشمالية (منذ 2000)

الجائزة المماثلة زمالة لوريال-اليونسكو الدولية، وتمنح 40.000 دولار كل عامين لخمسة عشر عالمة شابة للمشاركة في المشروعات البحثية الواعدة.

## وصلات خارجية
- For Women in Science
- UNESCO: Gender and Science